# ليه هيل (لاعب كرة قدم أسترالية)
ليه هيل (بالإنجليزية: Les Hill)‏ هو لاعب كرة قدم أسترالية أسترالي، ولد في 19 أبريل 1916، وتوفي في 30 مايو 1993.

## وصلات خارجية
- ليه هيل على موقع AustralianFootball.com (الإنجليزية)
- ليه هيل على موقع AFLtables.com (الإنجليزية)